# Adães
Adães is een plaats (freguesia) in de Portugese gemeente Barcelos en telt 739 inwoners (2001).